# تولكي
تولكي هي قرية في مقاطعة أرومية، إيران. يقدر عدد سكانها بـ 316 نسمة بحسب إحصاء 2016.